# Насбиналь
Насбина́ль (фр. Nasbinals) — город и коммуна во Франции, находится в регионе Лангедок — Руссильон. Департамент коммуны — Лозер. Центр кантона Насбиналь. Округ коммуны — Манд.
Код INSEE коммуны 48104.

## География
Коммуна расположена приблизительно в 470 км к югу от Парижа, в 135 км северо-западнее Монпелье, в 40 км к северо-западу от Манда. Насбиналь — небольшой город, расположенный на плато Обрак недалеко от озера Обрак.

## Население
Население коммуны на 2008 год составляло 504 человека.
| 1962 | 1968 | 1975 | 1982 | 1990 | 1999 | 2008 |
| ---- | ---- | ---- | ---- | ---- | ---- | ---- |
| 725  | 713  | 636  | 606  | 503  | 505  | 504  |

## Администрация
| Период | Период | Фамилия       | Партия                             | Примечания                                             |
| ------ | ------ | ------------- | ---------------------------------- | ------------------------------------------------------ |
| 1969   | 1977   | Андре Альдбер | DVD                                | член генерального совета кантона Насбиналь (1967—1996) |
| 1977   | 1989   | Пьер Ру       | Объединение в поддержку республики |                                                        |
| 1989   | 2008   | Пьер Альдбер  | DVD                                | член генерального совета кантона Насбиналь (1996—2011) |
| 2008   |        | Бернар Бастид | Союз за народное движение          | президент объединения коммун                           |

## Экономика
В 2007 году среди 282 человек в трудоспособном возрасте (15-64 лет) 217 были экономически активными, 65 — неактивными (показатель активности — 77,0 %, в 1999 году было 70,1 %). Из 217 активных работали 209 человек (117 мужчин и 92 женщины), безработных было 8 (6 мужчин и 2 женщины). Среди 65 неактивных 15 человек были учениками или студентами, 39 — пенсионерами, 11 были неактивными по другим причинам.

## Достопримечательности
- Церковь Сент-Мари XI века в романском стиле. Исторический памятник с 1921 года[3]

## Фотогалерея

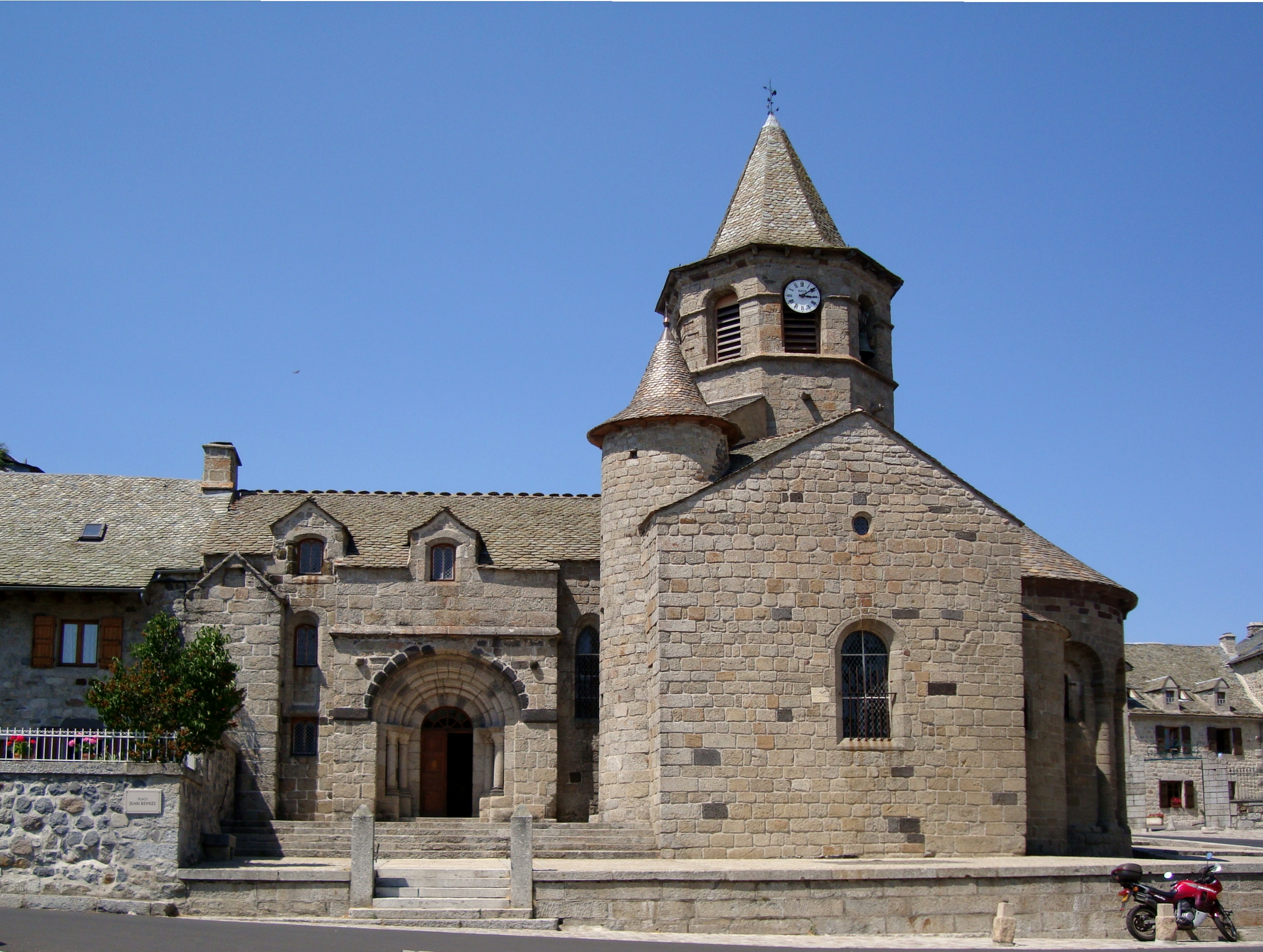
Церковь Сент-Мари
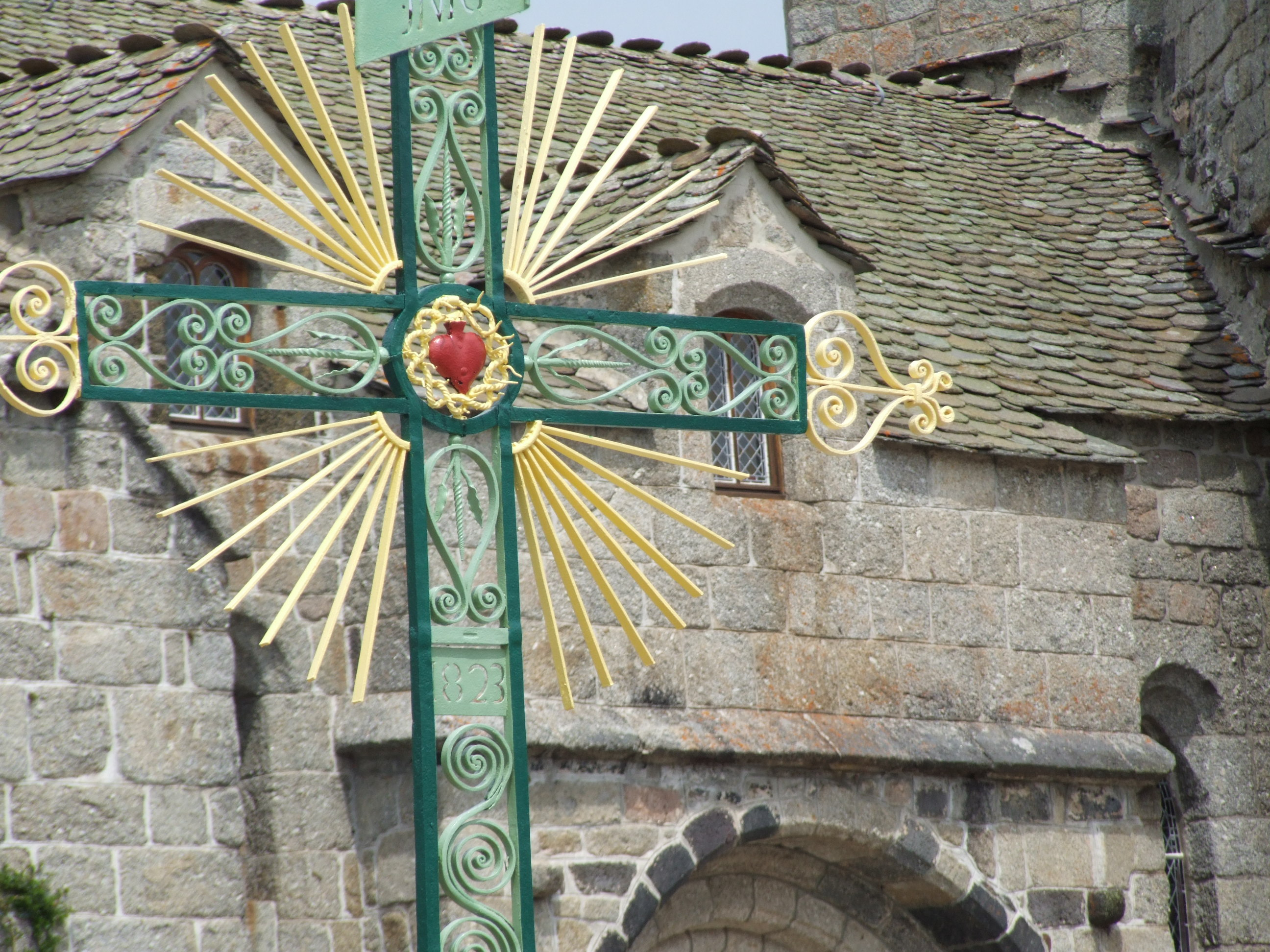
Крест перед церковью
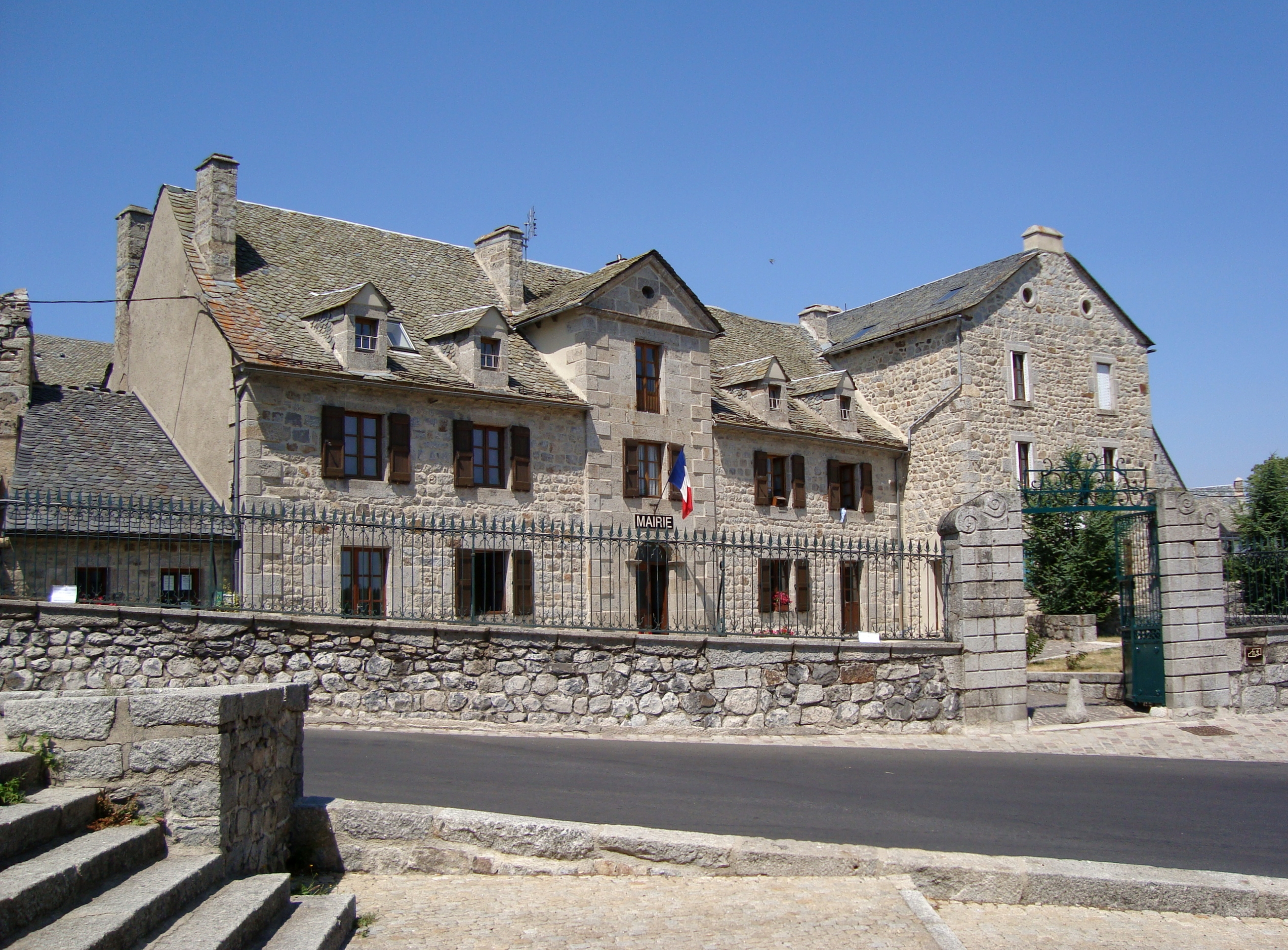
Мэрия